# 碰碰發財星
《碰碰發財星》是中天娛樂台綜藝益智節目，主持人為徐乃麟、樓心潼、璟宣，助理主持人為Lucky Girls-13星。2017年11月13日起每週一至週五晚間23點至24點於中天娛樂台播出，2017年11月14日起每週一至週五凌晨02點至03點於中天娛樂台播出，2018年1月5日播出最後一集。

## 播出時間

### 首播
| 頻道       | 所在地 | 播映日期       | 播出時間                 |
| ---------- | ------ | -------------- | ------------------------ |
| 中天娛樂台 | 臺灣   | 2017年11月13日 | 每週一至週五 23:00-00:00 |

### 重播
| 頻道       | 所在地 | 播映日期       | 播出時間                 |
| ---------- | ------ | -------------- | ------------------------ |
| 中天娛樂台 | 臺灣   | 2017年11月14日 | 每週一至週五 02:00-03:00 |
| 中天娛樂台 | 臺灣   | 2017年11月14日 | 每週一至週五 10:00-11:00 |

## 歷任主持人

### 主持人
| 日期                           | 主持人                    |
| 2017年11月13日－2017年12月1日  | 徐乃麟、樓心潼、璟宣      |
| 2017年12月4日－2017年12月15日  | 徐乃麟、樓心潼 (璟宣告假) |
| 2017年12月18日－2017年12月22日 | 徐乃麟、璟宣 (樓心潼告假) |
| 2017年12月25日                 | 徐乃麟、樓心潼 (璟宣告假) |
| 2017年12月26日                 | 徐乃麟、璟宣 (樓心潼告假) |
| 2017年12月27日                 | 徐乃麟、樓心潼 (璟宣告假) |
| 2017年12月28日                 | 徐乃麟、璟宣 (樓心潼告假) |
| 2017年12月28日                 | 徐乃麟、樓心潼 (璟宣告假) |
| 2018年1月1日                   | 徐乃麟、璟宣 (樓心潼告假) |
| 2018年1月2日                   | 徐乃麟、樓心潼 (璟宣告假) |
| 2018年1月3日                   | 徐乃麟、璟宣 (樓心潼告假) |
| 2018年1月4日                   | 徐乃麟、樓心潼 (璟宣告假) |
| 2018年1月5日                   | 徐乃麟、璟宣 (樓心潼告假) |

### 助理主持
| 日期                           | 助理主持 |
| 2017年11月13日－2017年11月17日 | Lucky Girls-13星（藍妍寧、張君明、梁榕、張唯、Kiwi （页面存档备份，存于）、沛希、李宇希、Nima妮瑪、巧可兒、方雯、奧黛莉、小圓、強尼戴普）   |
| 2017年11月20日－2017年11月24日 | Lucky Girls-13星（藍妍寧、張君明、梁榕、張唯、Kiwi （页面存档备份，存于）、沛希、李宇希、豫花花、巧可兒、方雯、奧黛莉、小圓、強尼戴普）     |
| 2017年11月27日－2017年12月1日  | Lucky Girls-13星（藍妍寧、張君明、梁榕、張唯、Kiwi （页面存档备份，存于）、沛希、李宇希、Nima妮瑪、巧可兒、豫花花、奧黛莉、小圓、強尼戴普） |
| 2017年12月4日－2017年12月15日  | Lucky Girls-13星（藍妍寧、張君明、梁榕、張唯、Kiwi （页面存档备份，存于）、沛希、李宇希、Nima妮瑪、巧可兒、方雯、奧黛莉、小圓、強尼戴普）   |
| 2017年12月18日－2017年12月22日 | Lucky Girls-13星（藍妍寧、張君明、梁榕、張唯、Kiwi （页面存档备份，存于）、沛希、李宇希、Nima妮瑪、豫花花、方雯、奧黛莉、培根、強尼戴普）   |
| 2017年12月25日、2017年12月27日 | Lucky Girls-13星（藍妍寧、張君明、梁榕、Kiwi （页面存档备份，存于）、沛希、李宇希、Liya、方雯、奧黛莉、Amber、強尼戴普、小圓、巧可兒）      |
| 2017年12月26日、2017年12月28日 | Lucky Girls-13星（藍妍寧、張君明、梁榕、沛希、李宇希、巧可兒、豫花花、方雯、奧黛莉、Amber、強尼戴普、Liya、小圓）                           |
| 2017年12月29日                 | Lucky Girls-13星（藍妍寧、張君明、梁榕、Kiwi （页面存档备份，存于）、沛希、李宇希、Amber、Liya、巧可兒、方雯、奧黛莉、小圓、強尼戴普）      |
| 2018年1月1日                   | Lucky Girls-13星（藍妍寧、張君明、梁榕、沛希、李宇希、Amber、Liya、巧可兒、方雯、奧黛莉、小圓、強尼戴普、豫花花）                           |
| 2018年1月2日                   | Lucky Girls-13星（藍妍寧、張君明、梁榕、Kiwi （页面存档备份，存于）、沛希、李宇希、Amber、Liya、巧可兒、方雯、奧黛莉、小圓、強尼戴普）      |
| 2018年1月3日                   | Lucky Girls-13星（藍妍寧、張君明、梁榕、沛希、李宇希、Amber、Liya、巧可兒、方雯、奧黛莉、小圓、強尼戴普、豫花花）                           |
| 2018年1月4日                   | Lucky Girls-13星（藍妍寧、張君明、梁榕、Kiwi （页面存档备份，存于）、沛希、李宇希、Amber、Liya、巧可兒、方雯、奧黛莉、小圓、強尼戴普）      |
| 2018年1月5日                   | Lucky Girls-13星（藍妍寧、張君明、梁榕、沛希、李宇希、Amber、Liya、巧可兒、方雯、奧黛莉、小圓、強尼戴普、豫花花）                           |

## 節目介紹
以麻將為主題的遊戲節目，大部分遊戲都是麻將的延伸。

## 競賽機制
每次節目邀請三位來賓進行競賽，來賓從(旋轉幸運星)遊戲中獲勝，贏家可以在最後關卡(至尊大挑戰)與乃哥或者另外兩位主持人同助理主持進行16張麻將赛，贏家可獲得獎金。
2017-12-4更改機制為：
每次節目邀請三位來賓(兩位藝人一位觀眾)進行競賽，來賓從旋轉幸運星及對面女孩翻過來遊戲中總積分最高者獲勝，贏家可以在最後關卡(至尊大挑戰)與乃哥或者另外一位主持人同助理主持及淘汰兩位來賓進行16張麻將赛，贏家可獲得獎金。

## 遊戲規則
遊戲規則由4人介紹。
徐乃麟
樓心潼
璟宣
洪都拉斯

## 節目單元

### 對面女孩翻過來
三位參賽者，必須從一副巳聽牌的花牌牌組中運用眼力跟判斷力，猜出聽什麼樣的牌，按鈴搶答應，答對的人，可以獲得下一個單元優先答題權。 (出現集數：1-10)
2017-11-27更改規則為:
三位參賽者，必須從一副巳聽牌的花牌牌組中運用眼力跟判斷力，猜出聽什麼樣的牌，按鈴搶答應，答對的人，可以獲得5000積分，積分最高者，即可獲得下一個單元優先答題權。 (出現集數：11-)

### 旋轉幸運星
先轉盤後猜牌 三回合積分最高者獲勝。 (出現集數：1-10)
2017-11-27更改規則為:
先轉盤後猜牌 總積分最高者為下個單元坐東風位的挑戰者。(出現集數：11-)

### 至尊大挑戰
四人麻將獎金赛。 (出現集數：1-10)
2017-11-27更改規則為：
四人麻將獎金賽。總共三回合，只要任一挑戰者自摸或胡牌，或是其中一位放炮給主持人，或者是主持人自摸胡牌，最低獎金者即淘汰，另兩位獎金減半。
到最後一位挑戰者挑戰三位主持人，胡牌就可得到該積分的獎金，自摸則是變雙倍獎金。(出現集數為:11-)

## 參加來賓
| 集數 | 首播日期       | 內容                                                                     | 參加來賓                                                             | 備註                   |
| 01   | 2017年11月13日 | 楊繡惠太久沒玩竟邀約乃哥！詹子晴不信運氣好怕怕～                         | 博焱、詹子晴、楊繡惠                                                 | 徐乃麟中天娛樂台新節目 |
| 02   | 2017年11月14日 | 這是甚麼樣的運氣阿！王少偉怎麼轉就是「歸零」啊！                         | 王少偉、周宜霈、茵茵                                                 |                        |
| 03   | 2017年11月15日 | 女生超不順...小鐘表示：「救救老殘窮」！？                                | 小鐘、丁國琳、Apple                                                  |                        |
| 04   | 2017年11月16日 | 苦命的阿強...幸運之神始終不降臨在他身上...                               | 陳志強、夏語心、甄莉                                                 |                        |
| 05   | 2017年11月17日 | 什麼狀況？ 整桌都聽牌究竟乃哥能否守住？！                                | 謝忻、Albee、Paul （页面存档备份，存于）                             |                        |
| 06   | 2017年11月20日 | 彩樺姐「開天眼」竟算準準！歸零暫停地獄又開始輪迴啦～                     | 蕭景鴻、王彩樺、小優                                                 |                        |
| 07   | 2017年11月21日 | 今日「幸運女神」降臨啦！ 潘慧如運氣好到無人能擋                          | 趙正平、潘慧如、蔡函岑                                               |                        |
| 08   | 2017年11月22日 | 太衰太笨代表墊底～ 曾莞婷如魚得水走偏方找嗨咖！？                        | 林佑星、曾莞婷、妖嬌 （页面存档备份，存于）                          |                        |
| 09   | 2017年11月23日 | 雀后趙小僑「二代學姊」駕到～董哥裝「賭神」口味選擇卻很特別！？           | 董至成、趙小僑、方馨                                                 |                        |
| 10   | 2017年11月24日 | 「國粹」牌技大切磋！ 乃哥憋氣法逼出「發」？                              | 白雲、林俞汝、貝童彤                                                 |                        |
| 11   | 2017年11月27日 | 昌明哥明目張膽「撩妹」～展現雄風殺出重圍就看這一回！                     | 侯昌明、曾雅蘭 （页面存档备份，存于）、蘿莉塔 （页面存档备份，存于） | 本集起更改節目單元規則 |
| 12   | 2017年11月28日 | 黃雨欣超強好「孕」到！糾察隊鑑定無誤樂翻天啦～                           | 瑪莉亞、黃雨欣、鯰魚哥                                               |                        |
| 13   | 2017年11月29日 | 萁媽運氣大爆發「六條」連中！ 黃鐙輝放了竟把岳母淘汰？                    | 黃鐙輝、萁媽、曾甜 （页面存档备份，存于）                            |                        |
| 14   | 2017年11月30日 | 演藝圈一團和氣？小甜甜獲另２牌友神助攻                                   | 小馬、小甜甜、徐小可                                                 |                        |
| 15   | 2017年12月1日  | Yumi太強運！彥均因此感嘆苦無奶粉錢～                                     | 郭彥均、Yumi、寶媽                                                   |                        |
| 16   | 2017年12月4日  | 傻傻DER！梁以辰碰七餅打七餅 竟忘記槓了！！                               | 曾治豪、梁以辰、李新Isla                                             | 璟宣因拍劇暫時離開     |
| 17   | 2017年12月5日  | 謝京穎太吸引！Gino「把持不住」無法認真...                                | Gino、蘇晏霈、謝京穎                                                 |                        |
| 18   | 2017年12月6日  | 陳思璇「不開薰」好運接著降臨！沈世朋「心靈視窗」究竟在看哪！？           | 沈世朋、陳思璇、妞妞                                                 |                        |
| 19   | 2017年12月7日  | 江湖素人踢館不手軟 梁榕 （页面存档备份，存于）「強運鎮守」讓小曼哭哭啦！ | 張翰、杜詩梅、曉蝶                                                   | 本集起素人朋友來參與   |
| 20   | 2017年12月8日  | 允潔媽拆製作單位的台恐慘賠？ 一出菜乃哥就耍牌狠接！                      | 錢柏渝、林舒語、允潔媽                                               |                        |
| 21   | 2017年12月11日 | 你餓了嗎？這麼多餅到底聽什麼？                                           | 謝麗金、張文綺、高嘉成                                               |                        |
| 22   | 2017年12月12日 | 「美女家教」來挑戰～難道轉盤只聽美女的！？                               | 馬國畢、張本渝、劉怡伶                                               |                        |
| 23   | 2017年12月13日 | 第一次總是好壞參半！福利大方送陳致遠能善用嗎...                          | 陳致遠、余皓然、小文                                                 |                        |
| 24   | 2017年12月14日 | 乃哥百年猜牌經驗使出來 碰上一代名「零」愛語莎也沒轍？                    | 李㼈、愛語莎、陳冠宏                                                 |                        |
| 25   | 2017年12月15日 | 陳隨意「人如其名」！ 隨意摸一張胡牌就到手！                              | 陳隨意、余筱萍、馬萱庭                                               |                        |
| 26   | 2017年12月18日 | 這邊在解說隔壁「猴急」已開始！？小Call「興奮過度」成ㄎㄧㄤ妹！           | 曾子余、小Call、朱雪桃                                               | 樓心潼因拍劇暫時離開   |
| 27   | 2017年12月19日 | Eason抓住機會可以罵乃哥！？運不好..上場再下場～                          | Eason、謝金晶、楊涵茹                                                |                        |
| 28   | 2017年12月20日 | 麻將協會來踢館！糾察隊長到了這步田地也瘋了～                             | 高山峰、Vicky、李宗輝                                                |                        |
| 29   | 2017年12月21日 | 宇希牌咖竟是老江湖～溫馴外表不能小看！                                   | 莊振凱、賴薇如、賴明慧                                               |                        |
| 30   | 2017年12月22日 | 詹惟中自稱麻將神童「畫唬蘭」？風水再好也不能衝太快～                     | 詹惟中、陳筱蕾、劉怡君                                               |                        |
| 31   | 2017年12月25日 | 真有那麼神奇？！胡安安能槓上自摸嗎？！                                   | 楊子儀、胡安安、緯緯                                                 | 璟宣因拍劇暫時離開     |
| 32   | 2017年12月26日 | 到底是在打牌還是在聊天！黃鐙輝跟美女聊天聊到摸錯牌！                     | 黃鐙輝、曾子余、張芷僑                                               | 樓心潼因拍劇暫時離開   |
| 33   | 2017年12月27日 | 乃至尊也有出槌的一天？！竟然眯錯牌拉！！                                 | 檢場、洪棠、吳修絨                                                   | 璟宣因拍劇暫時離開     |
| 34   | 2017年12月28日 | 這是場戰爭！牌桌上大家各懷鬼胎！                                         | 談詩玲 （页面存档备份，存于）、楊哲、林紹興                          | 樓心潼因拍劇暫時離開   |
| 35   | 2017年12月29日 | 張克帆狂吃乃哥牌！ 長生不死關主無法淘汰！                                | 張克帆、潘映竹、圈圈                                                 | 璟宣因拍劇暫時離開     |

| 集數 | 首播日期     | 內容                                                          | 參加來賓                                      | 備註                            |
| 36   | 2018年1月1日 | 曾莞婷為遊戲「大義滅親」啦！曾媽表示：勝利屬於我的～          | 況明潔、曾莞婷、王正珠                        | 樓心潼因拍劇暫時離開            |
| 37   | 2018年1月2日 | 來賓放話怕贏乃哥太多啦！喜歡「抓兩顆」原來一切都是習慣！？    | 林秀琴、劉汗、James                           | 璟宣因拍劇暫時離開              |
| 38   | 2018年1月3日 | 人各有命..國賢拚命賺錢！若穎十萬直接入口袋～                  | 馬國賢、陳若穎、紀林鋒                        | 樓心潼因拍劇暫時離開            |
| 39   | 2018年1月4日 | 中平兒子大二打兩年難道是麻將系？到底是六...一陣混亂全忘光啦！ | 李妍瑾、姚黛瑋、韓靖                          | 璟宣因拍劇暫時離開              |
| 40   | 2018年1月5日 | 罡愷連勝氣勢有夠旺！ 乃哥怒嗆「你有比我會玩嗎」？！           | 洪都拉斯、江泳錡 （页面存档备份，存于）、罡愷 | 樓心潼因拍劇暫時離開 (最後一集) |

## 外部連結
- 官方网站－中天娛樂台
- 碰碰發財星的Facebook專頁
- YouTube上的碰碰發財星頻道

| 臺灣 中天娛樂台 每週一至週五 23:00                                                         | 臺灣 中天娛樂台 每週一至週五 23:00 | 臺灣 中天娛樂台 每週一至週五 23:00 |
| ------------------------------------------------------------------------------------------ | --- | ---------------------------------- |
|                                                                                            | 碰碰發財星 （2017年11月13日－2018年1月5日） |                                    |
| 真的？假的 （2017年6月26日－2017年9月22日） 康熙來了精華 （2017年9月22日－2017年11月12日） | 18歲不睡（重播） (2018年1月8日一2018年3月9日） 後宮甄嬛傳 (2018年3月12日一2018年5月30日） 楚喬傳 (2018年5月31日一2018年8月20日） 黃色復仇草 (2018年8月21日一2018年8月31日） 武媚娘傳奇 (2018年9月3日一2018年11月23日） 三生三世十里桃花 (2018年11月26日一2019年1月3日） 烈火如歌 (2019年1月4日一2019年5月3日） 那年花開月正圓 （2019年2月18日一2019年5月3日） 扶搖 （2019年5月6日一2019年8月2日） 小女花不棄 （2019年8月5日一2019年10月11日） |                                    |